# Comuna Matiivka, Bahmaci
Matiivka (în ucraineană Матіївка) este o comună în raionul Bahmaci, regiunea Cernihiv, Ucraina, formată din satele Bondari, Lisova Poleana, Matiivka (reședința), Mostî, Nove Polissea, Obirkî și Veselivka.

## Demografie
Componența lingvistică a comunei Matiivka
     Ucraineană (97,67%)
     Rusă (2,16%)
     Alte limbi (0,17%)
Conform recensământului din 2001, majoritatea populației comunei Matiivka era vorbitoare de ucraineană (97,67%), existând în minoritate și vorbitori de rusă (2,16%).